# Barycnemis harpura
Barycnemis harpura är en stekelart som först beskrevs av Franz Paula von Schrank 1802.  Barycnemis harpura ingår i släktet Barycnemis och familjen brokparasitsteklar. Arten är reproducerande i Sverige. Inga underarter finns listade.